# Philippe Dehesdin
Philippe Dehesdin est un acteur français né le 3 novembre 1929 à Paris et mort le 26 février 2016 dans la même ville.

## Théâtre
- 1982 : Patate de Marcel Achard, mise en scène de Pierre Mondy, enregistrement pour le compte d'Antenne 2
- 1982-1983  : Chéri de Colette, mise en scène de Jean-Laurent Cochet, théâtre des Variétés puis théâtre des Célestins
- 1984: Léocadia de Jean Anouilh, mise en scène de Pierre Boutron, comédie des Champs-Élysées
- 2013 : Le Voyageur sans bagage de Jean Anouilh, mise en scène d'Alain Fromager et Gwendoline Hamon

## Filmographie

### Cinéma
- 1961 : Un couple de Jean-Pierre Mocky
- 1962 : Snobs ! de Jean-Pierre Mocky
- 1963 : Un drôle de paroissien de Jean-Pierre Mocky
- 1967 : Les Compagnons de la marguerite de Jean-Pierre Mocky
- 1975 : La Course à l'échalote de Claude Zidi
- 1979 : Laisse-moi rêver de Robert Ménégoz
- 1990 : Nikita de Luc Besson
- 2012 : Comme un chef de Daniel Cohen

### Télévision
- 1960 : Cyrano de Bergerac de Claude Barma
- 1962 : C'était écrit (Les Cinq Dernières Minutes no 25) de Claude Loursais
- 1978 : Les Folies Offenbach, épisode Les Bouffes Parisiens de Michel Boisrond
- 1980 : Arsène Lupin joue et perd, série d’Alexandre Astruc
- 1988 : Les Enquêtes du commissaire Maigret, épisode : La Pipe de Maigret de Jean-Marie Coldefy